# إخطاطن (إخطاطن آيت تاشفين)
إخطاطن هو دُوَّار يقع بجماعة آيت يدين، إقليم الخميسات، جهة الرباط سلا القنيطرة في المملكة المغربية. ينتمي الدوّار لمشيخة إخطاطن آيت تاشفين التي تضم دوارين. يقدر عدد سكانه بـ 3231 نسمة حسب الإحصاء الرسمي للسكان والسكنى لسنة 2004.

## روابط خارجية
- البوابة الوطنية للجماعات الترابية
- المندوبية السامية للتخطيط